# 취설송
취설송 아나캠프세로스(Anacampseros rufescen, 吹雪松)는 열대성 다육식물이다. 학명은 Anacampseros rufescens이다. 남아프리카가 원산지이다.

## 특징

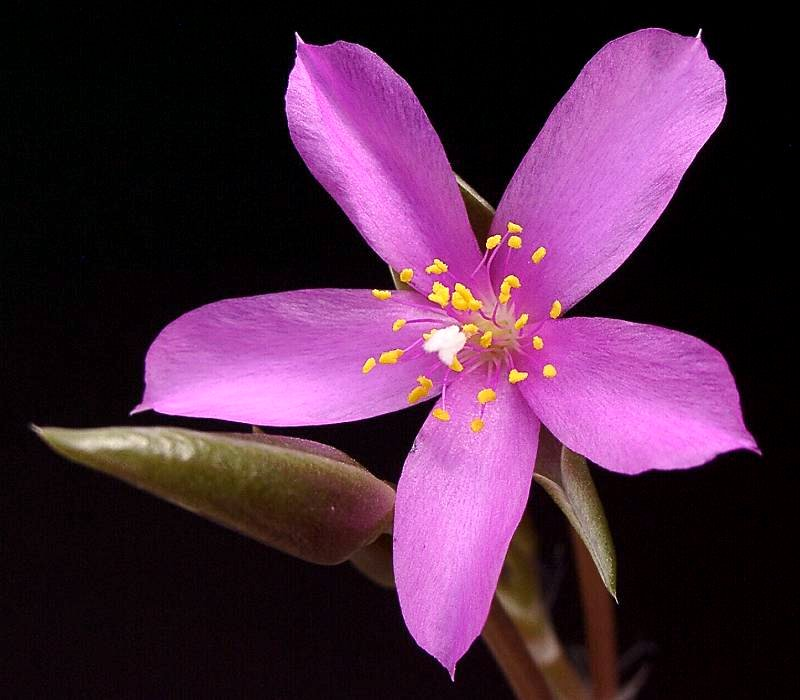
취설송의 꽃

줄기는 직립하는 형태로 5-10cm의 길이로 자란다.. 잎은 두껍고 연하며, 황녹색, 옅은 녹색을 띈다. 꽃은 주로 분홍색을 띄고, 하얀색 실같은 엽액이 난다.

## 사진

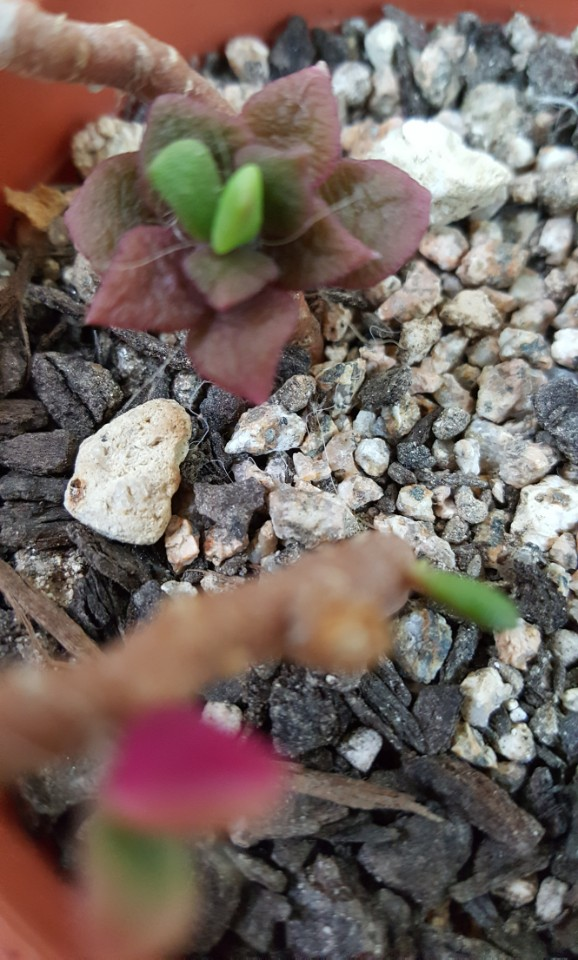
화분에 심어져있는 취설송